# Пріам

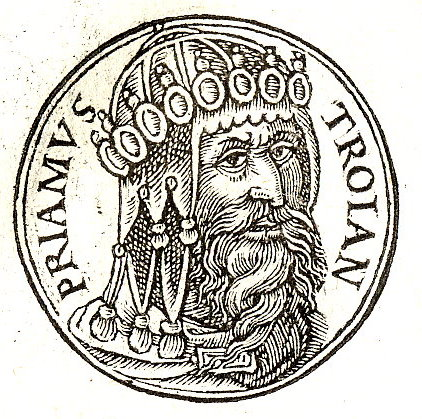
Портрет зі збірника біографій
Promptuarii Iconum Insigniorum (1553 р.)

Пріа́м (грец. Πρίαμος) — останній владар Трої, молодший син Лаомедонта і Стрімо, чоловік Гекаби, батько численних дітей, серед яких найвідомішими стали Гектор, Паріс, Кассандра, Троїл, Антіф.
За владарювання Пріама почалася Троянська війна. Спершу він звався Подарк («прудконогий»), друге ім'я Пріам («викуплений») владар дістав після того, як сестра Гесіона викупила його в Геракла. Під час Троянської війни Пріам був дуже старий, тому не брав безпосередньої участі в боротьбі. Двічі побував у грецькому таборі: перший раз, щоб запропонувати вирішення війни двобоєм Паріса з Менелаєм, а вдруге, щоб ціною дорогих подарунків випросити в Ахіллеса тіло Гектора. Після здобуття Трої загинув від руки Неоптолема. В античності Пріама вважали уособленням побожності та батьківської любові. В «Іліаді» Пріам змальований як батько — патріарх великої родини. Про смерть Пріама писали Евріпід у «Троянках» та Вергілій в «Енеїді».
За свідченням Георгія Агріколи Пріам володів золотими копальнями біля Абідоса.
Першою жінкою Пріама була Арісба.